# A-WA
A-WA (Arabisch voor 'ja'; Hebreeuws: איווה) is een Israëlische band die bestaat uit de drie zussen Tair, Liron en Tagel Haim. Hun single 'Habib Galbi' (Arabisch voor 'mijn geliefde', letterlijk 'de liefde van mijn hart') werd een wereldwijde hit. A-WA's stijl kenmerkt zich door de mix van traditionele Jemenitische muziek en zang, hiphop en elektronische muziek.

## Biografie
De drie zussen groeiden samen met hun andere twee jongere zussen en broer op in Shaharut, een jisjoev kehilati in de woestijn van de Arava-vallei in het zuiden van Israël. Hun vader is van Jemenitisch-Joodse komaf, hun moeder heeft zowel een Oekraïens- als Marokkaans-Joodse achtergrond. Hun grootouders van vaderskant kwamen oorspronkelijk uit Sanaa en werden tijdens Operatie Magic Carpet naar Israël gebracht. De zussen groeiden grotendeels op met hun Jemenitische familie, met wie ze piyyutim zongen. Naast deze liturgische gedichten leerden ze ook liederen in het Jemenitisch-Arabisch, die vanuit de traditie meestal door vrouwen werden gezongen.
Tair heeft een bacheloropleiding in muziek gedaan, terwijl Liron architect is en Tagel grafisch ontwerper en illustrator.

## Carrière
Tomer Yosef, de zanger van de Israëlische band Balkan Beat Box, ontdekte het drietal in 2013. Na het opnemen van enkele demo's en het verzorgen van gastoptredens, begonnen de zussen samen met Yosef met de opnames van hun debuutalbum Habib Galbi (2016). Hun eerste single, die eveneens 'Habib Galbi' heet, bereikte als eerste Arabischtalig lied ooit de nummer 1-positie in de Israëlische hitlijsten. De bijbehorende muziekvideo, die viraal ging in de Arabische wereld, is inmiddels meer dan 17 miljoen keer op YouTube bekeken (geraadpleegd december 2022). Op Spotify is het nummer 4,1 miljoen keer gestreamd (geraadpleegd december 2022). De hoes van de internationale versie van het album werd ontworpen door de Marokkaanse kunstenaar Hassan Hajjaj, die wordt gezien als "de Andy Warhol uit de Arabische wereld".

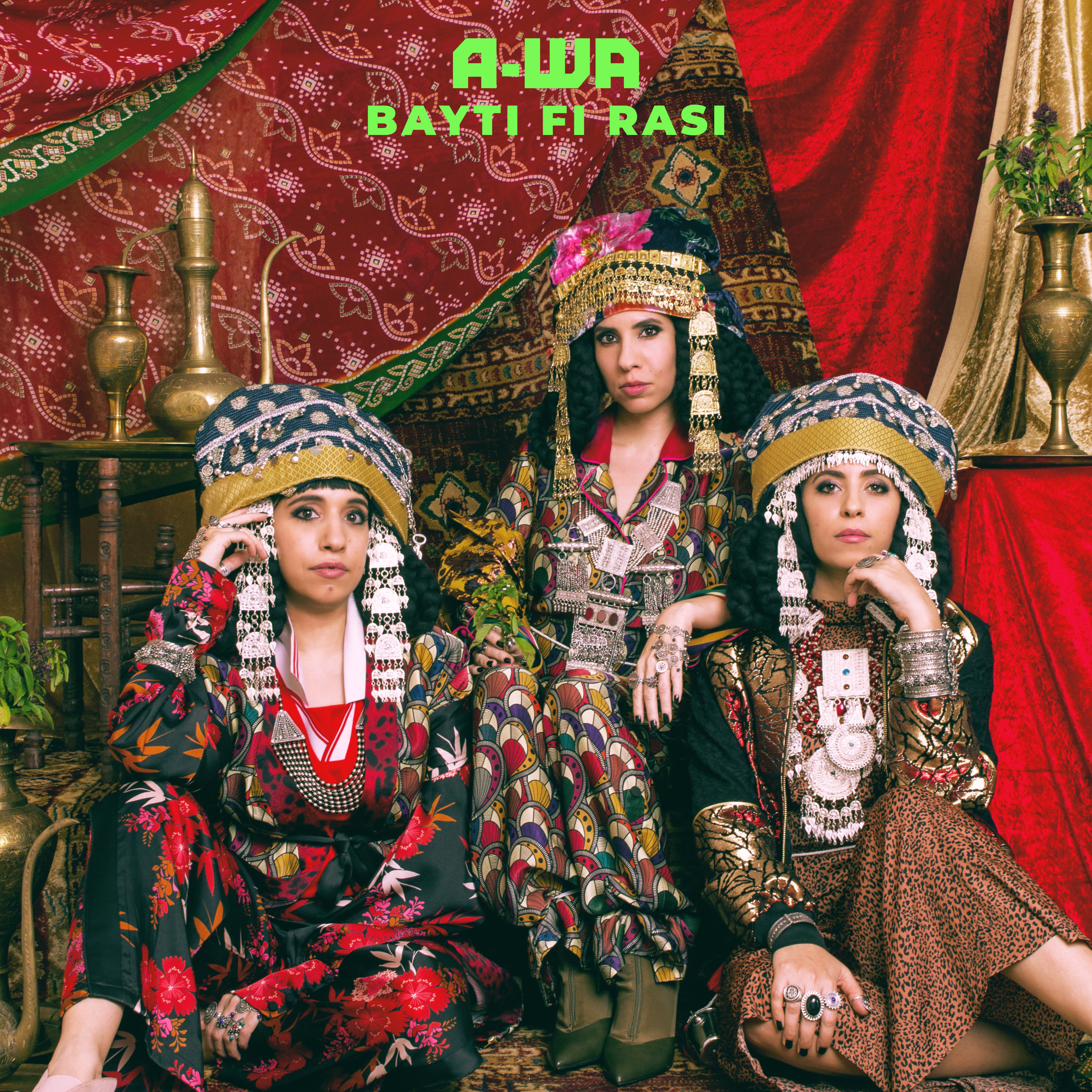
De hoes van het album Bayti Fi Rasi.

Het tweede album Bayti Fi Rasi ('Mijn huis zit in mijn hoofd') (2019) werd geproduceerd door Tamir Muskat, die eveneens deel uitmaakt van Balkan Beat Box. Ter promotie verschenen er twee muziekvideo's. 'Mudbira' ('De ongelukkige') en 'Hana Mash Hu Al Yaman' ('Hier is het geen Jemen') zijn respectievelijk meer dan 1,3 en 3,7 miljoen keer bekeken (geraadpleegd december 2022). Het laatstgenoemde nummer werd op Spotify bijna 2,4 miljoen keer gestreamd (geraadpleegd december 2022).
Zowel in hun muziekvideo's als tijdens hun optredens zijn de zussen gekleed in kleurrijke djellaba's en dragen ze potten jahnun (een traditioneel Jemenitisch lekkernij) op hun hoofd. Naar eigen zeggen putten ze inspiratie uit hun Jemenitische achtergrond en zien ze hun kledingstijl als de perfecte aanvulling op hun muziek.
Op 15 juni 2019 trad A-WA op in de Melkweg in Amsterdam.
Eind 2019 brachten ze hun eerste Hebreeuwstalige nummer uit. De cover 'VeDavid yafe einayim' ('David had mooie ogen') is een eerbetoon aan Yigal Bashan, de Israëlisch-Jemenitische zanger die een jaar eerder op 68-jarige leeftijd overleed. Het nummer maakt onderdeel uit van het tributealbum Im hayiti shar lach ('Als ik voor je zing').

## Albums
- 2016: Habib Galbi
- 2019: Bayti Fi Rasi